# Canterbury Tales (1976)
 Canterbury Tales  is het negende album van de Britse progressieve rockband Caravan. Canterbury Tales is een verzamelalbum, een dubbelelpee met verzamelde opnames van Caravan uit het tijdperk van 1970-1974.
Er zijn twee totaal verschillende versies van dit album uitgebracht, één in Japan en één in Groot-Brittannië. De hier beschreven tracklist is van het Britse album uit 1976.
Zie ook het lemma over Canterbury Tales uit 1978.

## Nummers
1. If I Could Do It All Over Again, I'd Do It All Over You
2. Aristocracy
3. For Richard (suite)
4. Nine Feet Underground
5. Golf Girl
6. Hoedown
7. The Love In Your Eye (suite)
8. Memory Lain, Hugh
9. Headloss
10. Virgin On The Ridiculous
11. The Dog, The Dog, He's At It Again